# Chen Liang
Chen Liang (ur. 1143, zm. 1194) – uczony konfucjański z czasów dynastii Song.
Stał na stanowisku, iż działania uczonego powinny być przydatne dla państwa i ludzi. Krytykował skupienie się wyłącznie na badaniu własnego wnętrza czy pracy naukowej. Pozostawał w ostrym sporze ze współczesnym sobie Zhu Xi, dotyczącym kosmicznej zasady li. W przeciwieństwie do swojego adwersarza nie uważał, jakoby istniała obiektywnie i była wieczna oraz niezmienna.
Jego niepopularne przekonania uniemożliwiły mu zrobienie kariery czy zdobycie szerszego uznania. Doceniony został dopiero w czasach dynastii Qing, wywierając znaczny  wpływ na myślicieli tego okresu, między innymi Li Yonga.